# ایوینگ (کنتاکی)
ایوینگ (به انگلیسی: Ewing) شهری در ایالت کنتاکی کشور ایالات متحده آمریکا است که جمعیت آن در سرشماری سال ۲۰۱۰ میلادی، ۲۶۴ نفر بوده‌است.